# Episodi di Casper - Scuola di paura
Questa è la lista degli episodi della serie televisiva d'animazione Casper - Scuola di paura.

## Prima stagione (2009-2010)
1. Fang Decay
2. Scare Day
3. Disarmed and Dangerous
4. Frankenleftlovers
5. Accidental Hero
6. Weekend at Bunny's
7. Grimly Day
8. Abra-ca-deedstown
9. Bully for You
10. Dragon Quest
11. Curse of the Sandwich
12. Bands on the Run
13. Ghostbust a Move
14. The Ra-minator
15. Rick Kid Ra
16. Opposite Day
17. Scare Scouts
18. Boo
19. A Real Little Monster
20. Vote for Casper
21. Paramedic Paranormal
22. Permission Impossible
23. What Possesed You
24. Shrinky Dust
25. Fleshed Out
26. Merry Scary Christmas
27. 2500 candles for Ra
28. Time Waits for No Ghost
29. Casper the Match Maker
30. My Fair Harpy
31. Jimmy Bradley: Creature Catcher
32. Messy Business at the Manor
33. Whiz Kid Ra
34. It's a Mad, Mad, Mad, Underworld
35. Back to Ghoul
36. The Reflesherator
37. Ring My Bell
38. First Mate Casper
39. Ghost in the Gallery
40. Taming of the Gloutch
41. You Oughta Be in Pictures
42. Dimension Demented
43. Curse of the Sarcophagus
44. Wart on the Nose
45. Slugby
46. Crypt Critters
47. Revenge of the Creature Catcher
48. Master Blister
49. Power Otage: Part 1
50. Power Otage: Part 2
51. Power Otage: Part 3
52. Power Otage: Part 4

## Seconda stagione (2012-2013)
1. Quacky Duck
2. Dopplegangers
3. Monster Movie
4. Totally Bats!
5. Cappy's Mail Order Eyes
6. Potent Brew
7. The Poltergeist Assignment
8. The Little Dragon
9. A Haunting Smell
10. Goodbye Jimmy
11. The Manoir has Disappeared
12. Thatch my idol
13. Monster Catcher
14. Home Alone
15. The Bellyache Mystery
16. Pumpkin Pal
17. The Day the Professor Croaked
18. I'm Not a Hero
19. Dream Team
20. Curse of the Ring
21. Cheese
22. Casper's New Friend
23. Sweet Dreams
24. Typewriter From Hell
25. Mad-Dog McSneer
26. Our Boy Wolfie
27. Ghost Writer
28. The Ghost Magnet
29. Invasion of the Bog Monsters
30. Davey Jones Locker
31. Now You See Me, Now You Don't
32. Love Potion
33. Stage Fright
34. Substitute Gargoyle
35. Ship in a Bottle
36. The Last Dance
37. Jack Out of the Box
38. Casper Meet's Super Choc
39. Save Graham
40. Frankengymteacher's Monster
41. Radio Blodge
42. Fearless Freddie
43. The Black Cat
44. Jimmy the Ghost
45. Woodward's Day Out
46. Triclops Mistress of Darkness
47. Calc the Chamaeleon
48. To Catch a Monster
49. The Great Screamboard Disgrace
50. Jimmy's Trunk Call
51. No Bones
52. Mummy's Boy

## Titolo della messa in onda su Italia 1
1. Un vampiro dal dentista
2. Il super-bu
3. Tentacoli a forbice
4. Avanzi mostruosi
5. Un corpacciuto
6. Pallotrugby
7. Caccia al coniglio
8. Il giorno dei musoni
9. Eroe per caso
10. Amicizia d'interesse
11. La vendetta del drago
12. Tutti al contrario
13. Gli spaventa-scout
14. Halloween di paura
15. Medaglia al valore
16. Piccolo grande guaio
17. La battaglia delle Rock Band
18. Votate per Casper
19. Permesso non concesso
20. Fantasma per caso
21. Un Natale da paura
22. Fermate il tempo
23. Trasloco spettrale
24. Il re e la regina di ballo
25. Lupetto umano quasi perfetto
26. Un ospite impegnativo
27. Pazienti mai visti
28. Il ritorno degli zii
29. Festa a sorpresa per Ra
30. Il tesoro del capitano
31. Mummia o vampiro
32. Un vero piccolo mostro
33. Risposta esatta
34. Sarcofago con sorpresa
35. Gli scorbutelli
36. Ra e il jukbox
37. Quasi il tuttofare
38. Un fantasma al timone
39. Poteri rubati (prima parte)
40. Poteri rubati (seconda parte)
41. Poteri rubati (terza parte)
42. Poteri rubati (quarta parte)
43. Un fantasma al museo
44. Un grosso neo sul naso
45. La rivincita degli zombi
46. Che grattacapo!
47. Un bullo fra di noi
48. Ra alla riscossa
49. Corpacciuto o mosca
50. Il nuovo preside
51. Casper il cupido
52. Jimmy Bradley acchiappa creature
53. Una paperella a scuola
54. I Doppelgangers
55. Film mostruoso
56. Pipistrelli ovunque
57. Un regalo per Cappy
58. Il bollitore acchiappa-fantasmi
59. Il compito di telecinesi
60. Il piccolo drago
61. Un odore fantasma
62. Addio Jimmy
63. La villa scomparsa
64. L'idolo Thatch
65. L'acchiappamostri
66. Autogestione
67. Il misterioso mal di pancia
68. L'amico segreto
69. Un giorno il professore gracchiò
70. Non sono un eroe
71. Sogni e fantasmi
72. La maledizione dell'anello
73. Sorridi
74. Il nuovo amico di Casper
75. Sogni d'oro
76. Una macchina da scrivere infernale
77. Cane pazzo Von Ghigno
78. Un lupo per figlio
79. Lo scrittore di fantasmi
80. La calamita per fantasmi
81. L'invasione dei mostri della palude
82. L'armadietto di Davey Jones
83. Ora mi vedi, ora non più
84. Pozione d'amore
85. Paura del palcoscenico
86. Il Gargoyle supplente
87. La nave nella bottiglia
88. L'ultimo ballo
89. Il pupazzo a molla
90. Casper contro Super Ciok
91. Salvate Graham
92. Il mostro del professor Franken
93. Radio budino
94. Freddy senza paura
95. Gatto nero
96. Jimmy il fantasma
97. Un'avventura per Woodward
98. Triclops signora delle tenebre
99. Calculizard il camaleonte
100. Catturare un mostro
101. La gara di screamboard
102. Jimmy fa le valigie
103. La fuga delle ossa
104. Cocco di mummia